# 大豆腐巷
39°55′23″N 116°24′54″E / 39.9230392°N 116.4150527°E
大豆腐巷是位于中国北京市东城区西部的一条胡同。

## 简介
大豆腐巷为南北走向。北起东四西大街南侧，南到报房胡同。大豆腐巷与西侧的多福巷形成了一个丁字路口，位于大豆腐巷中段。大豆腐巷，明朝称“宝府巷”，清朝作“大豆腐巷”。过去这里有许多屠猪作坊，是老北京最大的肉市，所以该巷北口的大街过去称猪市大街（今东四西大街）。